# Skeleton ai XXIV Giochi olimpici invernali - Singolo maschile
Nello skeleton ai XXIV Giochi olimpici invernali la gara del singolo maschile si è disputata nelle giornate del 10 e 11 febbraio 2022 sulla pista del National Sliding Centre nella località di Yanqing.

## Riepilogo
Il titolo olimpico uscente apparteneva al sudcoreano Yun Sung-bin, vinto sopravanzando il russo Nikita Tregubov, che fu medaglia d'argento, e il britannico Dom Parsons, cui andò il bronzo. Il detentore degli ultimi due titoli mondiali di Altenberg 2020 e Altenberg 2021 era invece il tedesco Christopher Grotheer.
In questa edizione la medaglia d'oro è stata conquistata dal campione mondiale in carica Christopher Grotheer, giunto al traguardo con 66 centesimi di secondo davanti al connazionale Axel Jungk, che ha quindi vinto la medaglia d'argento precedendo sul podio l'atleta di casa Yan Wengang, staccato di ulteriori 10 centesimi di secondo. 
Per la Germania si trattò del primo trionfo olimpico nella storia dello skeleton nonché la prima medaglia in assoluto nella specialità al maschile; per la Cina fu invece la prima volta su un podio olimpico considerando qualsiasi sport invernale in cui si gareggi con i pattini.

## Sistema di qualificazione
In base a quanto previsto dal regolamento di qualificazione ai Giochi, potevano partecipare alla competizione al massimo 25 atleti suddivisi secondo le seguenti quote: 2 nazioni avevano diritto a schierarne tre, 6 potevano portarne due e ulteriori 7 soltanto uno; era inoltre garantito almeno un posto per un concorrente cinese in qualità di nazione ospitante i Giochi. Tenendo conto di questo sistema di selezione, la quota delle partecipanti schierabili da ogni comitato olimpico nazionale era calcolata in base alla graduatoria dell'IBSF Ranking (classifica a punti comprendente le gare di Coppa del Mondo, Coppa Intercontinentale, Coppa Europa e Coppa Nordamericana, con pesi differenti) al 16 gennaio 2022. Eventuali ulteriori posti avanzati sarebbero stati assegnati scorrendo il suddetto Ranking IBSF. La scelta degli atleti veri e propri era tuttavia a discrezione di ogni comitato nazionale, a patto che essi avessero soddisfatto determinati requisiti di partecipazione a gare internazionali disputatesi nella stagione pre-olimpica e sino al 16 gennaio 2022.

### Nazioni qualificate
Il 17 gennaio 2022 la IBSF aveva diramato i comunicati ufficiali in merito ai 25 posti qualificati ai Giochi e il successivo 23 gennaio tutti gli aventi diritto confermarono la partecipazione alla gara:
- Nazioni con tre atleti:  Germania e  ROC
- Nazioni con due atleti:  Lettonia,  Corea del Sud,  Italia,  Cina,  Gran Bretagna e  Austria;
- Nazioni con un atleta:  Ucraina,  Stati Uniti,  Samoa Americane,  Australia,  Canada,  Svizzera e  Spagna.

## Record del tracciato
Prima della manifestazione non era ancora stato stabilito alcun primato del tracciato del National Sliding Centre, di conseguenza durante la competizione sono stati battuti i seguenti record:
| Record   | Data        | Evento   | Atleta               | Nazione  | Tempo   |
| -------- | ----------- | -------- | -------------------- | -------- | ------- |
| Pista    | 10 febbraio | manche 1 | Christopher Grotheer | Germania | 1'00"00 |
| Partenza | 10 febbraio | manche 1 | Yin Zheng            | Cina     | 4"60    |
| Partenza | 11 febbraio | manche 4 | Yin Zheng            | Cina     | 4"58    |

## Classifica di gara
| Pos. | Atleti               | Nazione         | 1ª manche    | 2ª manche | 3ª manche | 4ª manche | Totale  | Distacco |
| ---- | -------------------- | --------------- | ------------ | --------- | --------- | --------- | ------- | -------- |
|      | Christopher Grotheer | Germania        | 1'00"00 (TR) | 1'00"36   | 1'00"16   | 1'00"52   | 4'01"01 | –        |
|      | Axel Jungk           | Germania        | 1'00"50      | 1'00"53   | 1'00"31   | 1'00"33   | 4'01"67 | +0"66    |
|      | Yan Wengang          | Cina            | 1'00"45      | 1'00"65   | 1'00"54   | 1'00"15   | 4'01"77 | +0"76    |
| 4    | Aleksandr Tret'jakov | ROC             | 1'00"36      | 1'00"84   | 1'00"37   | 1'00"42   | 4'01"99 | +0"98    |
| 5    | Yin Zheng            | Cina            | 1'00"74      | 1'00"71   | 1'00"40   | 1'00"28   | 4'02"13 | +1"12    |
| 6    | Evgenij Rukosuev     | ROC             | 1'00"48      | 1'00"72   | 1'00"56   | 1'00"64   | 4'02"40 | +1"39    |
| 7    | Martins Dukurs       | Lettonia        | 1'00"62      | 1'00"62   | 1'00"40   | 1'01"12   | 4'02"76 | +1"75    |
| 8    | Alexander Gassner    | Germania        | 1'00"87      | 1'00"86   | 1'00"62   | 1'00"48   | 4'02"83 | +1"82    |
| 9    | Tomass Dukurs        | Lettonia        | 1'00"76      | 1'00"79   | 1'00"74   | 1'00"92   | 4'03"21 | +2"20    |
| 10   | Jung Seung-gi        | Corea del Sud   | 1'01"18      | 1'01"04   | 1'00"69   | 1'00"83   | 4'03"74 | +2"73    |
| 11   | Amedeo Bagnis        | Italia          | 1'01"05      | 1'01"19   | 1'00"83   | 1'01"01   | 4'04"08 | +3"07    |
| 12   | Yun Sung-bin         | Corea del Sud   | 1'01"26      | 1'01"17   | 1'01"03   | 1'00"63   | 4'04"09 | +3"08    |
| 13   | Samuel Maier         | Austria         | 1'01"36      | 1'01"13   | 1'01"05   | 1'00"98   | 4'04"49 | +3"48    |
| 14   | Mattia Gaspari       | Italia          | 1'01"20      | 1'01"31   | 1'01"16   | 1'01"36   | 4'05"03 | +4"02    |
| 15   | Matt Weston          | Gran Bretagna   | 1'01"34      | 1'01"15   | 1'01"12   | 1'01"63   | 4'05"24 | +4"23    |
| 16   | Marcus Wyatt         | Gran Bretagna   | 1'01"56      | 1'01"72   | 1'01"28   | 1'01"35   | 4'05"91 | +4"90    |
| 17   | Alexander Schlintner | Austria         | 1'01"56      | 1'01"73   | 1'01"66   | 1'01"24   | 4'06"19 | +5"18    |
| 18   | Vladyslav Heraskevyč | Ucraina         | 1'01"63      | 1'01"58   | 1'01"62   | 1'01"45   | 4'06"28 | +5"27    |
| 19   | Nathan Crumpton      | Samoa Americane | 1'02"06      | 1'01"65   | 1'01"60   | 1'01"49   | 4'06"80 | +5"79    |
| 20   | Blake Enzie          | Canada          | 1'01"65      | 1'01"76   | 1'01"93   | 1'01"54   | 4'06"88 | +5"87    |
| 21   | Andrew Blaser        | Stati Uniti     | 1'02"80      | 1'02"08   | 1'02"10   | NQ        | 3'05"98 | -        |
| 22   | Basil Sieber         | Svizzera        | 1'01"95      | 1'02"16   | 1'02"72   | NQ        | 3'06"83 | -        |
| 23   | Ander Mirambell      | Spagna          | 1'02"47      | 1'02"60   | 1'02"20   | NQ        | 3'07"27 | -        |
| 24   | Daniil Romanov       | ROC             | 1'02"45      | 1'03"36   | 1'02"34   | NQ        | 3'08"15 | -        |
| 25   | Nicholas Timmings    | Australia       | 1'03"76      | 1'02"83   | 1'01"78   | NQ        | 3'08"37 | -        |

Data: Giovedì 10 febbraio 2022

Ora locale 1ª manche: 09:30

Ora locale 2ª manche: 11:00

Data: Venerdì 11 febbraio 2022

Ora locale 3ª manche: 20:20

Ora locale 4ª manche: 21:55

Pista: National Sliding Centre

Legenda:
- DNS = non partito (did not start)
- DNF = prova non completata (did not finish)
- DSQ = squalificato (disqualified)
- Pos. = posizione
- TR = record del tracciato (track record)
- in grassetto il miglior tempo di manche.